# Vlag van Athos

Vlag van het Byzantijnse Rijk onder de Paleologen

Er is geen officiële vlag van Athos. De autonome monnikenstaat Athos die rechtstreeks onder het Oecumenisch patriarchaat van Constantinopel valt, gebruikt doorgaans zowel de dubbelhoofdige adelaar van de Paleologendynastie van het Byzantijnse Rijk als de Griekse vlag als symbool. De kloosters op Athos zijn echter aan verschillende orthodoxe kerken gelieerd — waaronder de Servisch-orthodoxe, de Russisch-orthodoxe en de Macedonisch-orthodoxe Kerk — en gebruiken hun eigen vlaggen, vaak gelijk aan de respectievelijke nationale vlag.
Als vlag ter zee van Athos geldt de Paleologenvlag tezamen met de Griekse vlag. Het gebruik van deze twee vlaggen samen — zowel te land als ter zee — verwijst naar de twee co-existerende autoriteiten op Athos: de burgerlijke Griekse autoriteit (vallend onder het Griekse ministerie van Buitenlandse Zaken) en de religieuze autoriteit die vanuit de kloosters wordt uitgeoefend.